# آکوتانگو
آکوتانگو (انگلیسی: Acotango) کوهی در کشور شیلی است که ارتفاع آن ۶٬۰۵۲ متر بالاتر از سطح دریا است.

## موقعیت
کوه آکوتانگو در کشور شیلی قرار دارد و یکی از کوه‌های رشته‌کوه آند است.

## ویژگی
این کوه دارای ارتفاع ۶٬۰۵۲ متر بوده و از گونه کوه‌های آتشفشان چینه‌ای است.